# فينوس في الفراء
فينوس في الفراء (بالإنجليزية: Venus in Fur)‏ هو فيلم دراما أُصدر في فرنسا سنة 2013. الفيلم من إخراج وكتابة رومان بولانسكي, بطولة ايمانويل سيغنر وماتيو أمالريك.

## طاقم التمثيل
- ايمانويل سيغنر بدور فاندا
- ماتيو أمالريك بدور توماس

## الإنتاج

### ردود النقاد
تلقى الفيلم مراجعات إيجابية من مختلف النقاد حيث حصل على نسبة 88% على موقع الطماطم الفاسدة بناءً على 8 مراجعات.

## وصلات خارجية
- فينوس في الفراء على موقع IMDb (الإنجليزية)
- فينوس في الفراء على موقع ميتاكريتيك (الإنجليزية)
- فينوس في الفراء على موقع الموسوعة البريطانية (الإنجليزية)
- فينوس في الفراء على موقع روتن توميتوز (الإنجليزية)
- فينوس في الفراء على موقع نتفليكس (الإنجليزية)
- فينوس في الفراء على موقع قاعدة بيانات الأفلام العربية
- فينوس في الفراء على موقع ألو سيني (الفرنسية)
- فينوس في الفراء على موقع Turner Classic Movies (الإنجليزية)
- فينوس في الفراء على موقع أول موفي (الإنجليزية)
- فينوس في الفراء على موقع بوكس أوفيس موجو (الإنجليزية)